# Base Aérea de Beja
A Base Aérea n.º 11 (BA11) ou Base Aérea de Beja (código IATA: BIJ, código OACI: LPBJ) é uma base aérea da Força Aérea Portuguesa, situada a poucos quilómetros da cidade de Beja. A base foi activada em 1967, albergando, quase desde o seu início, unidades de instrução da Força Aérea Alemã (Deutsche Luftwaffe), aí estacionadas ao abrigo de um acordo bilateral entre Portugal e a Alemanha. Dado que a base se situa numa região de planícies e fracamente povoada, era ideal para a realização de voos de instrução, sendo por isso utilizada para essa função tanto pela aviação militar como pela civil. Em termos de área ocupada, a BA11 é a maior base aérea da Europa e uma das maiores do mundo.

## História
Até 1987, na BA11 quase só estacionaram em permanência unidades de voo da Deutsche Luftwaffe. A partir desse ano, a Força Aérea Portuguesa começou a transferir para a BA11 várias unidades aéreas que estavam estacionadas em outras bases. A primeira foi a Esquadra 103, vinda da Base Aérea de Monte Real, que operava a aeronave Northrop T-38A Talon destinada à instrução complementar de pilotagem em aviões de caça.
Em 1993, com a extinção da Base Aérea de Tancos, foi transferida para a BA11 a Esquadra 552, que opera os SE 3160 Alouette III. Nesse ano, a Base recebeu também os novos aviões Alpha-Jet que passaram a equipar a Esquadra 103 e a Esquadra 301 igualmente transferida para Beja.
Ainda em 1993, deu-se a saída das unidades alemãs, passando a base a operar só com unidades portuguesas.
Posteriormente, da Base Aérea de Sintra, foi transferida a Esquadra 101.
Em 2005, na sequência do reequipamento da Esquadra 301 com aviões F-16 Falcon, a unidade saiu de Beja e foi transferida para a Base Aérea de Monte Real.

## Meios aéreos atuais
- Esquadra 103 "Caracóis" ou Esquadra de Instrução Complementar de Pilotagem em Aviões de Combate (EICPAC) - opera a aeronave Dassault-Dornier Alpha-Jet. A esquadra integra a patrulha acrobática Asas de Portugal.
- Esquadra 552 "Zangões" - opera os helicópteros Sud Aviation - SE 3160 Alouette III executa operações de transporte aéreo tático, ministra instrução complementar de helicópteros e missões de Busca e Salvamento
- Esquadra 601 "Lobos" - com a missão primária de patrulhamento marítimo e detecção de submarinos e a secundária para operações de busca e salvamento e executar operações de minagem. Opera as aeronaves Lockheed P-3P Orion e P-3C Orion.

## Galeria de imagens

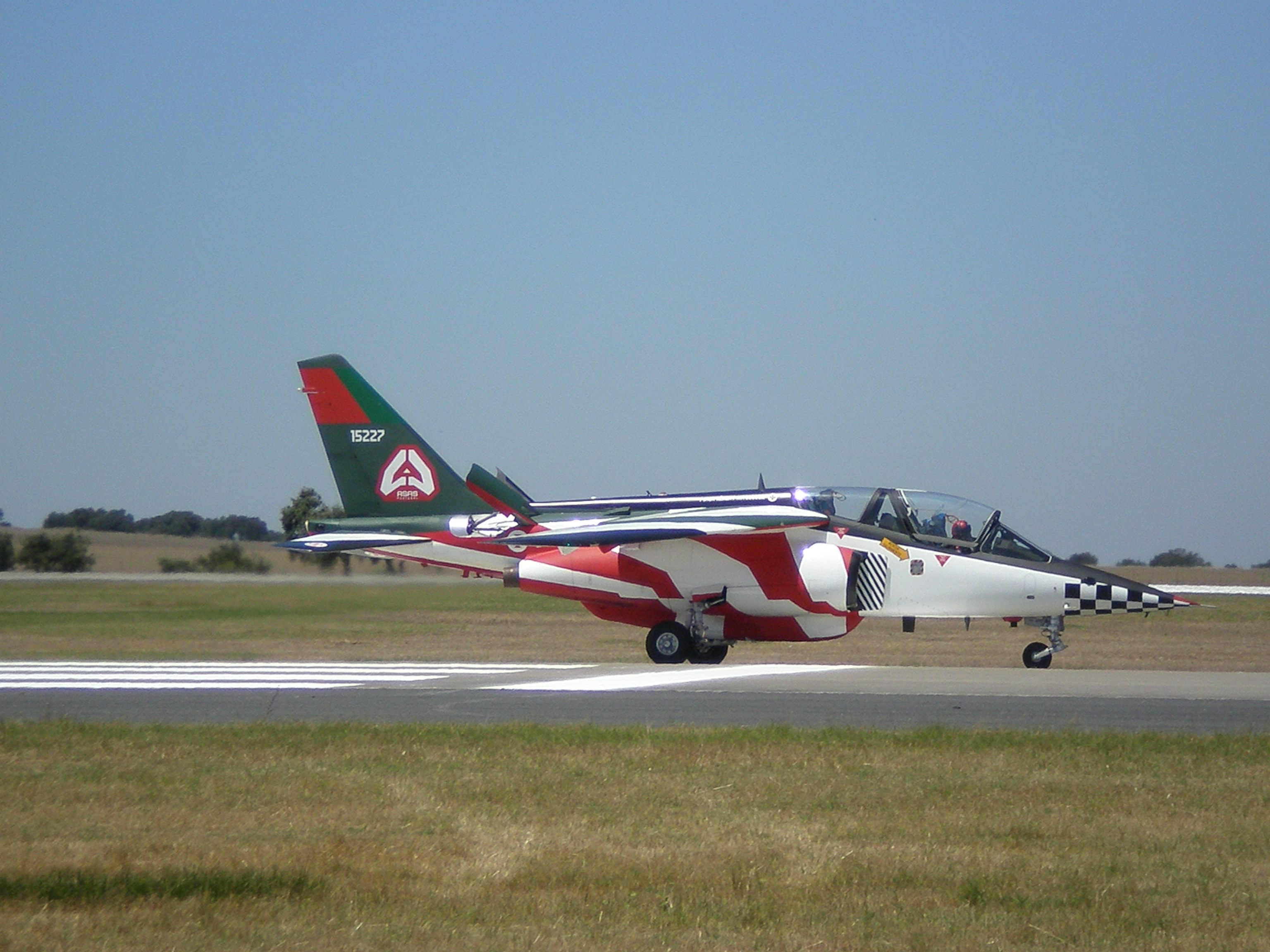
Alpha-jet dos Asas de Portugal, sedeados na BA11
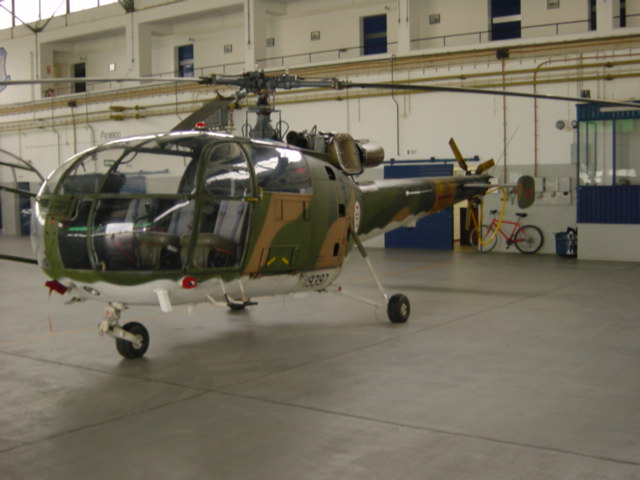
Alouette III num hangar da BA11
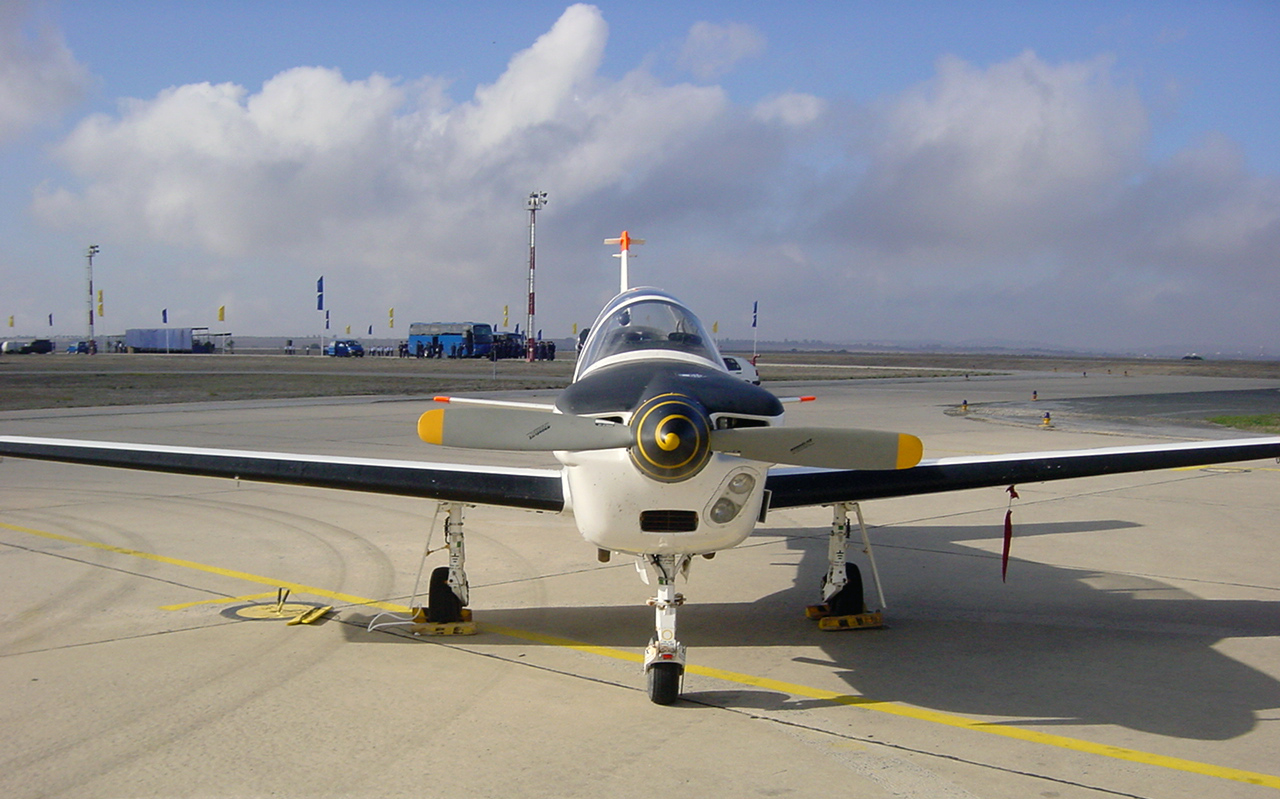
Avião de instrução Epsilon da Esquadra 101
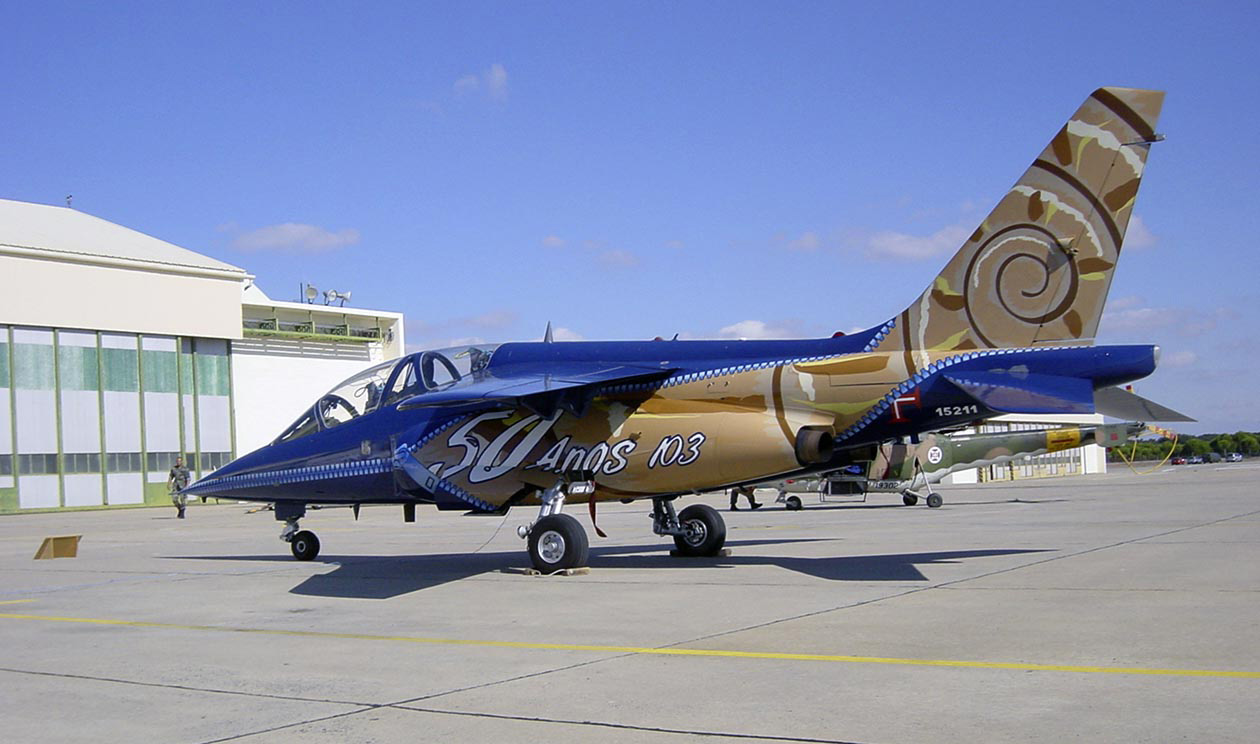
Alpha-Jet com a pintura comemorativa dos 50 anos de instrução da Esquadra 103
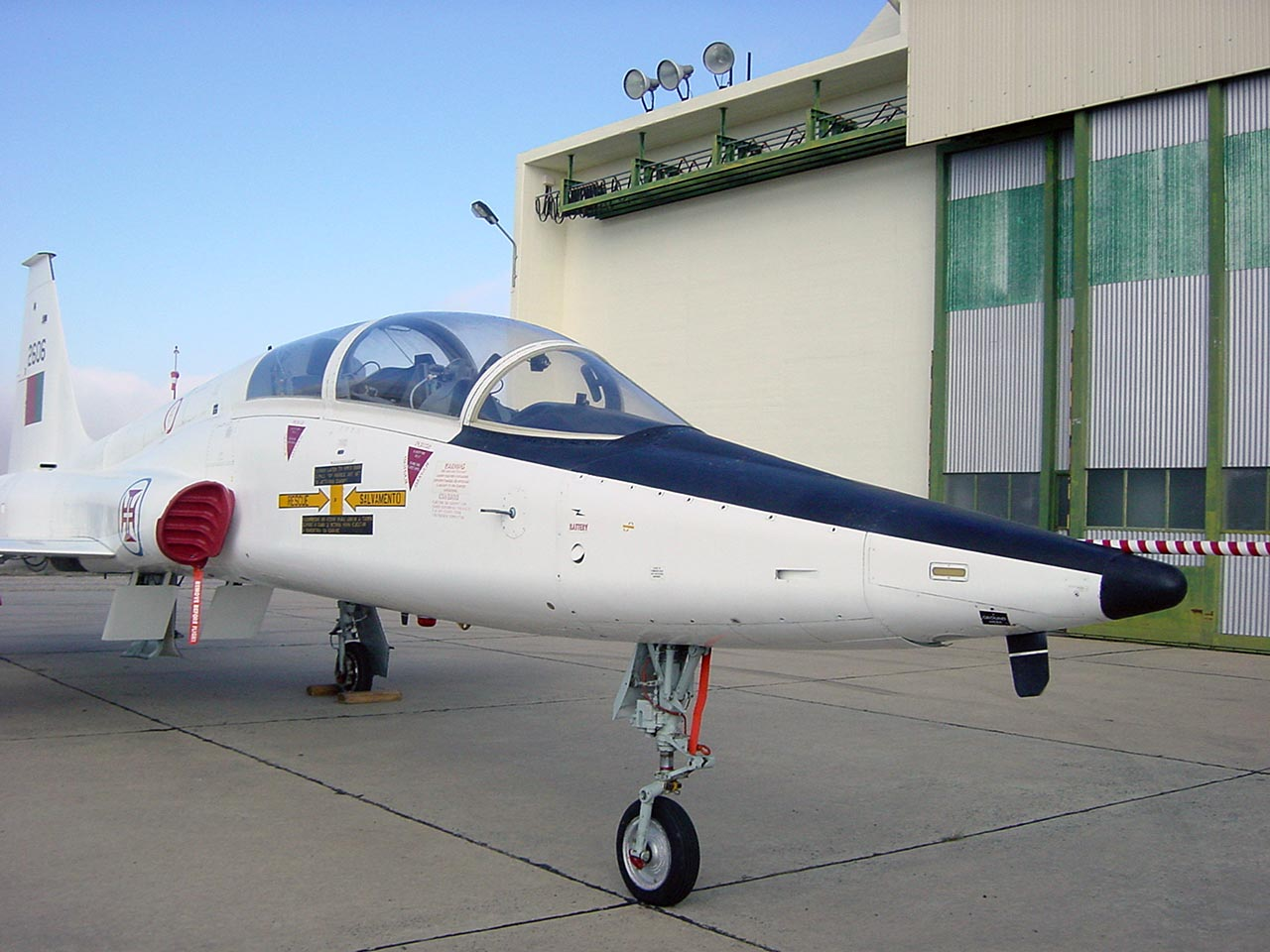
T-38, que equipava a Esquadra 103 destinado a instrução complementar de pilotagem de combate